# Kilstjärtad madagaskarsångare
Kilstjärtad madagaskarsångare (Hartertula flavoviridis) är en fågel i familjen madagaskarsångare inom ordningen tättingar. IUCN kategoriserar den som nära hotad.

## Utseende
Kilstjärtad madagaskarsångare är en rätt liten (12–13 cm) sångare med lång och som namnet avslöjar kilformad stjärt. Ovansidan är grön, strupen gul och örontäckarna grå. Näbben är rätt kraftig och trekantig. Stjärtfjädrarna är ganska lösa och spretar ofta i olika riktningar, framför allt när fågeln födosöker på sitt karakteristiska vis när den hänger upp och ned från buskgrenar.

## Utbredning och systematik
Arten återfinns enbart i regnskogar på östra Madagaskar (Sianaka Forest söderut till Vondrozo). Den behandlas som monotypisk, det vill säga att den inte delas in i några underarter.

### Släktes- och familjetillhörighet
Tidigare placerades fågeln tillsammans med jeryerna i Neomixis (numera i familjen Cisticolidae) men DNA-studier visar att de endast är avlägset släkt. Istället tillhör arten en grupp sångarliknade fåglar som enbart förekommer på Madagaskar som tidigare haft sin tillhörighet bland så vitt skilda familjer som timalior (Timaliidae), sångare Sylviidae och bulbyler (Pycnonotidae). Denna grupp urskiljs numera som en egen familj, madagaskarsångare (Bernieridae), närmast släkt med gräsfåglarna (Locustellidae) och den enigmatiska sydamerikanska arten donakobius i den egna familjen Donacobiidae.

## Levnadssätt
Kilstjärtad madagaskarsångare är vanligast i regnskog på medelhög nivå, mellan 600 och 1400 meters höjd. I de flesta låglänta skogar är den ovanlig och ses tydligen inte alls i mossbelupna bergsskogar. Arten hittas ofta i artblandade flockar och födosöker i undervegetationen på jakt efter insekter som plockas från bladverken.

### Häckning
Häckning har konstaterats i januari. Boet är en ovalformad sfär gjord av gräs och andra vegetabilier, med en uppgång nära toppen, som hängs upp mellan en och två meter ovan mark. Däri lägger den två ägg.

## Status och hot
Arten tros ha en relativt liten världspopulation som tros minska relativt kraftigt i framtiden på grund av skogsavverkning. Internationella naturvårdsunionen IUCN kategoriserar arten som nära hotad. Beståndet har inte uppskattats, men den beskrivs som ingenstädes vanlig.